# Серена Россі
Серена Россі (народилася 31 серпня 1985) - італійська акторка, співачка, телеведуча та акторка голосу. Найвідоміша завдяки виступу у тривалій мильній опері "Rai 3 Un Posto al Sole".

## Біографія
Серена походить з артистичної родини, яка походила з Монтефальконе нель Санніо (в провінції Кампобассо, Молізе, Італія). Вона прорвала роль у фільмі Un Posto al Sole, який призвів до головних ролей у кількох мюзиклах, а також музичному альбомі Amore che з народними піснями al Sole. Після більшої роботи в телевізійних програмах та фільмах, у 2008 році Серена також з'явилася в популярному у світі детективному серіалі "Інспектор Монтальбано".
У 2009 році Серена з'явилася в Августині з християнського Дугуаю: Падіння Римської імперії продовжувало з'являтися в Ho sposato uno sbirro, R.I.S. Рома - Delitti imperfetti та Rugantino. У 2011 році вона зіграла роль Джулії Сабатіні у серіалі "Че Діо ци Ай Айті" (2011-)
У 2013 році Серена озвучила Анну в італійській версії Крижане серце. У 2015 році Серена озвучила Попелюшку у виконанні Анни Кендрік в італійській версії Into the Woods.
У 2014 році вона взяла участь у шоу Tale e Quale, італійській версії Tu cara me suena, і виграла його разом з Il Torne. Серед інших артистів Серена наслідувала: Майкла Джексона, Бейонсе, Фаррелла Вільямса та Марая Кері. У 2014 році вона знялася у фільмі "Аль проценти", як Анна.
У 2017 році Серена знялася у фільмі Ammore e Malavita режисера Манетті Брос. граючи роль Фатіми, роль, яку повторювали під час епізоду програми "Міка" Стазера. Міка побачила фільм і відчайдушно хотіла зробити ескіз із Сереною.